# Langenhorn (Nordfriesland)
Langenhorn là một đô thị thuộc huyện Nordfriesland, bang Schleswig-Holstein, Đức.